# Cantanhede (Maranhão)
3°37′58″S 44°22′37″O / -3.63278, -44.37694
Cantanhede es una ciudad y un municipio del estado de Maranhão, Brasil. Se localiza en la microrregión de Itapecuru Mirim, mesorregión de Norte Maranhense. El municipio tiene 17 696 habitantes (2003) y 844 km². La ciudad fue fundada en 1791 por Antônio Lopes da Cunha, natural de la ciudad de Cantanhede-Portugal, pasó de pueblo a villa en el año 1870, de villa a ciudad en 1948 y de ciudad a sede de municipio en 1952.
- Datos: Q2103724
- Multimedia: Cantanhede (Maranhão) / Q2103724